# 後藤雄治
後藤 雄治（ごとう ゆうじ、1980年1月12日 - ）は、熊本県出身のサッカー指導者。

## 来歴
2025年1月31日をもって2005年から20年間指導者として過ごしてきたヴィッセル神戸を退団。
2025年2月1日からサンフレッチェ広島F.Cアカデミーの育成部副部長に就任。

## 所属クラブ
- 熊本県立大津高等学校　1995年 - 1998年
- 佐賀大学　1998年 - 2002年
- 筑波大学大学院

## 指導経歴
- 2002年 - 2005年 : 筑波大学コーチ
- 2005年 - 2009年 : ヴィッセル神戸ユースコーチ
- 2009年 - 2010年 : ヴィッセル神戸ジュニアユースコーチ
- 2010年 - 2019年 : ヴィッセル神戸ユースコーチ
- 2019年 - 2020年 : ヴィッセル神戸メソッドグループ最適化担当
- 2020年 - 2022年 : ヴィッセル神戸ヘッドオブコーチング
- 2022年 - 2024年 : ヴィッセル神戸アカデミーダイレクター
- 2024年 - 2025年 : ヴィッセル神戸ヘッドオブコーチング
- 2025年 - 現在 : サンフレッチェ広島F.Cアカデミー育成部副部長